# Horst Gerhardt
Horst Karl Gerhardt (* 24. Februar 1935 in Magdala; † 13. Mai 2021) war ein deutscher Bergingenieur und Hochschullehrer.

## Leben
Horst Gerhardt legte 1953 das Abitur ab und absolvierte anschließend seine Beflissenenzeit in verschiedenen Bergbaubetrieben. Von 1954 bis 1959 studierte er Bergbau/Tiefbau an der Bergakademie Freiberg. Nach dem Abschluss als Diplom-Ingenieur arbeitete er zunächst als Steiger und später als Haupttechnologe bei den Freiberger Bleierzgruben.
1964 war er als Oberassistent am Institut für Bergbaukunde-Tiefbau der Bergakademie tätig. Ein Jahr später wurde er Leiter der Abteilung Erz- und Spatbergbau am Wissenschaftlich-Technischen Zentrum für Erzbergbau in Eisleben. Im Jahr 1967 wechselte er zum Werk Kupferbergbau im VEB Mansfeld-Kombinat. 1969 schloss er an der Bergakademie Freiberg seine Promotion ab. Nach seiner Promotion B im Jahr 1980 wurde er an der Bergakademie zum Professor für Bergbau-Tiefbau berufen.
Horst Gerhardt wirkte von 1984 bis 1988 als Direktor der Sektion Geotechnik und Bergbau und von 1988 bis 1991 als Rektor der Bergakademie Freiberg. Im Jahr 2000 wurde er emeritiert. Aus Anlass seines 75. Geburtstages wurde am 3. März 2010 in Freiberg ein Ehrenkolloquium veranstaltet.

## Mitgliedschaften und Funktionen
- Mitglied der Sächsischen Akademie der Wissenschaften
- Mitglied der Deutschen Akademie der Technikwissenschaften
- Fachausschussmitglied bzw. Leiter der Fachausschüsse Bohrtechnik, Gesteinszerstörung und Erzbergbau der Kammer der Technik (1972–1999)
- Mitglied im Verwaltungsrat der Gesellschaft Deutscher Metallhütten- und Bergleute (1992–1996)
- Vorstandsmitglied des DAAD (1991–1996)
- Fachgutachter für die DFG (1991–1996)[2]

## Ehrungen
- Verdienter Bergmann der Deutschen Demokratischen Republik (1987)[5]
- Ehrendoktor der Universität Miskolc (1999)
- Ehrenmitglied im Internationalen Organisationskomitee für Weltbergbaukongresse (2003)
- Ehrenmitglied der Society of Mining Professors – Sozietät für Bergbaukunde (2008)
- Ehrensenator der TU Bergakademie Freiberg (2010)
- Ehrenkolloquium zum 75. Geburtstag (2010)[2]

## Veröffentlichungen (Auswahl)
- Beitrag zur Beurteilung von Schlagbohrsystemen mit Hilfe eines komplexen Prüfverfahrens. Dissertation, Bergakademie Freiberg, 1969
- Gegenwärtiger Stand und Entwicklungstendenzen der Bohrtechnik im Bereich der Gewinnung und im Streckenvortrieb des Kupferschieferbergbaus. Dissertation B, Bergakademie Freiberg, 1980
- Zur Verfügbarkeit und Nutzung mineralischer Rohstoffe, ein Überblick. Leipzig, Stuttgart, 1999. ISBN 3-7776-0947-1